# Stenandrium perrieri
Stenandrium perrieri är en akantusväxtart som först beskrevs av Raymond Benoist, och fick sitt nu gällande namn av K. Vollesen. Stenandrium perrieri ingår i släktet Stenandrium och familjen akantusväxter. Inga underarter finns listade i Catalogue of Life.